# 比拉德訥格爾
比拉德訥格爾，是尼泊爾的城市，位於該國東南部，由戈希省負責管轄，面積58.48平方公里，海拔高度72米，每年平均降雨量1,892毫米，2011年人口204,949。

## 外部連結
- Biratnagar
- Homepage
- News